# Río Manawatu
El río Manawatu es un río al sur de la isla del Norte de Nueva Zelanda. Nace en los montes Ruahine, en el noroeste de Norsewood, al sur de la región de Hawke's Bay. 
Fluye inicialmente hacia el este antes de girar al suroeste cerca de Ormondville, fluye 40 km antes de girar hacia el noroeste cerca de Woodville. En este punto el río entra en la garganta de Manawatu. Más allá de la garganta gira de nuevo hacia el suroeste y cruza la ciudad de Palmerston North antes de entrar al mar de Tasmania en Foxton Beach.
Este río junto con el río Whanganui dan el nombre a la región de Manawatu-Wanganui. El nombre del río proviene de la palabra maorí Manawa (corazón, espíritu) y Tū (quedarse quieto o depresión). Haunui fue en busca de su esposa y llegó a este río agarrándose el pecho cuando nombró a este río.

## Entorno
El río es único entre los ríos de Nueva Zelanda, comenzando en el lado este de la cordillera principal y teniendo su salida hacia el oeste. La explicación para esto es la elevación de los rangos centrales. Los rangos se desplazada hacia arriba a la vez que la garganta es erosionado por el río, en vez de erosionar la gama ya existente. 
Esto sugiere que el río es antiguo, ya que debe haber existido antes que los montes Ruahine y Tararua.
Los principales afluentes incluyen a los ríos Makakahi, Mangahao, Pohangina y Oroua. La longitud total del es de 180 km, por lo que es el duodécimo más largo del país, pero con 102 m³/s, es uno de los ríos más grandes del país en términos de flujo, y sólo es superado por el río Waikato entre los ríos de la isla Norte.

## Calidad del agua
El río está altamente contaminado con desechos industriales, aguas residuales tratadas, y el escurrimiento de nutrientes de la tierra de las granjas lecheras. 
En 2006 Fonterra fue criticado por una solicitud para descargar 8500 m³ de aguas residuales en el río Manawatu. 
En 2009 el Instituto Cawthron encontró que el río tenía la más alta producción primaria bruta en comparación con 300 ríos y arroyos en el mundo occidental. Las altas tasas de CPE son un indicador de la salud ecológica pobre y puede dar lugar a diversos problemas ambientales. 
En 2011 el consejo regional Horizons culpó al consejo de ciudad de Palmerston North por el incumplimiento de una de las autorizaciones de descarga.
Un informe del Ministerio de Medio Ambiente clasificó 76 nuevos sitios de Nueva Zelanda para la claridad del agua y los niveles de E. coli. Usando dichas medidas se encontraron otros cuatro ríos con una tasa peor que el Manawatu (el Waitara, Whanganui Waipa y Rangitikei).